# Ecpetala aspersata
Ecpetala aspersata är en fjärilsart som beskrevs av Walker 1862. Ecpetala aspersata ingår i släktet Ecpetala och familjen mätare. Inga underarter finns listade i Catalogue of Life.